# Гроссо, Фабио
Фа́био Гро́ссо (итал. Fabio Grosso; род. 28 ноября 1977, Рим) — итальянский футболист, защитник. В составе национальной сборной Италии выиграл чемпионат мира 2006 года, забив решающие голы в полуфинале и в финальном матче (последний пенальти в послематчевой серии). После завершения игровой карьеры стал футбольным тренером.

## Ранние годы
Фабио Гроссо родился 28 ноября 1977 года в Риме, куда его мать-римлянка приехала рожать из региона Абруцци. После рождения сына семейство вернулось в Абруцци и обосновалось в горной деревеньке Сан-Джованни-Липьони, откуда происходил Тонино Гроссо, отец Фабио. Тонино в молодости также играл в футбол за местную команду.
Первым футбольным клубом в карьере Фабио Гроссо был «Ренато Кури» из городка Читта-Сант-Анджело в провинции Пескара. Там с ним работал тренер Четтео Ди Маскио, воспитавший также будущих игроков сборной Италии Массимо Оддо и Марко Верратти. Отмечая футбольный интеллект и технику Гроссо, Ди Маскио придумал ему прозвище «la Centralina» (блок управления). Вместе в 1998 году игрок и тренер выиграли региональный любительский чемпионат Абруцци (Эччеленца), который в то время являлся шестой футбольной лигой Италии. Впоследствии Гроссо отмечал, что победа в Эччеленце принесла ему «такой же вкус победы», как и выигрыш Серии А. В начале своей карьеры Гроссо был атакующим игроком, действовал на позиции атакующего полузащитника или левого вингера, много забивал.

## Клубная игровая карьера
Профессиональную же карьеру Гроссо начал в серии C2 в клубе «Кьети». Он выступал на позиции атакующего полузащитника и забил 17 голов в 68 матчах.
В 2001 году защитник подписал контракт с «Перуджей» и дебютировал в серии A — уже на позиции защитника. Талантливого парня заметил небезызвестный Серсе Косми, в конце 90-х годов работавший с умбрийцами и славящийся точечной селекцией футболистов из глубинки.
Весной 2004 года «Перуджа» выбыла в серию B, а Фабио продолжил карьеру в преуспевающем «Палермо». После двух неплохих сезонов на Сицилии он в 2006 году перешёл в «Интер» за 5,5 миллионов евро. В Милане не без оснований надеялись, что Гроссо продолжит демонстрировать лучшие качества — цепкость и неуступчивость в отборе, постоянную заряженность на атаку и удачное исполнение «стандартов», однако защитник даже не всегда проходил в основную обойму чёрно-синих.
В июле 2007 года Гроссо перешёл в «Лион». В нём он стал чемпионом Франции и обладателем национального Суперкубка.
В конце августа 2009, перед самым закрытием трансферного окна, перешёл в туринский «Ювентус». Фабио Гроссо — чемпион Италии (2006/07), обладатель Суперкубка Италии (2006), обладатель Суперкубка Франции (2007), чемпион мира (2006).
Гроссо покинул «Ювентус» по окончании сезона 2011/12, выиграв попутно скудетто. Защитнику долгое время не удавалось найти клуб, после чего он принял решение завершить профессиональную карьеру игрока.

## Выступления за сборную
Первый матч за сборную Италии провёл 30 апреля 2003 года против Швейцарии.
Фабио Гроссо стал героем чемпионата мира 2006 года. В его активе решающий пенальти, заработанный в 1/8 финала против Австралии на 90-й минуте, победный гол в ворота Германии в полуфинале на 119-й минуте и последний пенальти, реализованный в послематчевой серии в финале против Франции.
Телеканал FOX Sports включил выступление Фабио Гроссо на Чемпионате мира-2006 в десятку самых удачных выступлений в истории мирового спорта.

## Тренерская карьера
В 2013 году Гроссо вместе с Джанлукой Дзамброттой, Филиппо Индзаги и Марко Матерацци получили тренерскую лицензию UEFA Pro.
В середине июля Гроссо получил приглашение от руководства «Ювентуса» вернуться в клуб в качестве помощника тренера молодёжной команды туринского гранда и с 21 июля 2013 года приступил к своим обязанностям. В 2014—2017 годах был тренером молодёжной команды «Ювентуса». В сезоне 2017/18 работал главным тренером «Бари». С 2018 по 2019 год был главным тренером клуба «Эллас Верона».
16 сентября 2023 года назначен главным тренером «Олимпик Лион».

## Личная жизнь
Фабио Гроссо женат на Джессике Репетто. У них есть сын Филиппо, который родился вскоре после чемпионата мира 2006 года.
Гроссо изучал политологию и бегло говорит на французском языке.

## Статистика

### Матчи и голы за сборную
| №  | Дата            | Оппонент            | Счёт           | Голы | Соревнование                |
| -- | --------------- | ------------------- | -------------- | ---- | --------------------------- |
| 1  | 30 апреля 2003  | Швейцария           | 2:1            | —    | Товарищеский матч           |
| 2  | 3 июня 2003     | Северная Ирландия   | 2:0            | —    | Товарищеский матч           |
| 3  | 12 ноября 2003  | Польша              | 0:3            | —    | Товарищеский матч           |
| 4  | 30 марта 2005   | Исландия            | 0:0            | —    | Товарищеский матч           |
| 5  | 4 июня 2005     | Норвегия            | 0:0            | —    | Отборочный турнир к ЧМ-2006 |
| 6  | 8 июня 2005     | Сербия и Черногория | 1:1            | —    | Товарищеский матч           |
| 7  | 11 июня 2005    | Эквадор             | 1:1            | —    | Товарищеский матч           |
| 8  | 17 августа 2005 | Ирландия            | 2:1            | —    | Товарищеский матч           |
| 9  | 3 сентября 2005 | Шотландия           | 1:1            | 1    | Отборочный турнир к ЧМ-2006 |
| 10 | 7 сентября 2005 | Беларусь            | 4:1            | —    | Отборочный турнир к ЧМ-2006 |
| 11 | 8 октября 2005  | Словения            | 1:0            | —    | Отборочный турнир к ЧМ-2006 |
| 12 | 12 октября 2005 | Молдова             | 2:1            | —    | Отборочный турнир к ЧМ-2006 |
| 13 | 12 ноября 2005  | Нидерланды          | 3:1            | —    | Товарищеский матч           |
| 14 | 16 ноября 2005  | Кот-д’Ивуар         | 1:1            | —    | Товарищеский матч           |
| 15 | 1 марта 2006    | Германия            | 4:1            | —    | Товарищеский матч           |
| 16 | 31 мая 2006     | Швейцария           | 1:1            | —    | Товарищеский матч           |
| 17 | 2 июня 2006     | Украина             | 0:0            | —    | Товарищеский матч           |
| 18 | 12 июня 2006    | Гана                | 2:0            | —    | Групповой этап ЧМ-2006      |
| 19 | 22 июня 2006    | Чехия               | 2:0            | —    | Групповой этап ЧМ-2006      |
| 20 | 26 июня 2006    | Австралия           | 1:0            | —    | 1/8 финала ЧМ-2006          |
| 21 | 30 июня 2006    | Украина             | 3:0            | —    | 1/4 финала ЧМ-2006          |
| 22 | 4 июля 2006     | Германия            | 2:0            | 1    | 1/2 финала ЧМ-2006          |
| 23 | 9 июля 2006     | Франция             | 1:1 (пен. 5:3) | —    | Финал ЧМ-2006               |
| 24 | 2 сентября 2006 | Литва               | 1:1            | —    | Отборочный турнир к ЧЕ-2008 |
| 25 | 6 сентября 2006 | Франция             | 1:3            | —    | Отборочный турнир к ЧЕ-2008 |
| 26 | 22 августа 2007 | Венгрия             | 1:3            | —    | Товарищеский матч           |
| 27 | 13 октября 2007 | Грузия              | 2:0            | 1    | Отборочный турнир к ЧЕ-2008 |
| 28 | 21 ноября 2007  | Фарерские острова   | 3:1            | —    | Отборочный турнир к ЧЕ-2008 |
| 29 | 6 февраля 2008  | Португалия          | 3:1            | —    | Товарищеский матч           |
| 30 | 26 марта 2008   | Испания             | 0:1            | —    | Товарищеский матч           |
| 31 | 30 мая 2008     | Бельгия             | 3:1            | —    | Товарищеский матч           |
| 32 | 9 июня 2008     | Нидерланды          | 0:3            | —    | Групповой этап ЧЕ-2008      |
| 33 | 13 июня 2008    | Румыния             | 1:1            | —    | Групповой этап ЧЕ-2008      |
| 34 | 17 июня 2008    | Франция             | 2:0            | —    | Групповой этап ЧЕ-2008      |
| 35 | 22 июня 2008    | Испания             | 0:0 (пен. 2:4) | —    | 1/4 финала ЧЕ-2008          |
| 36 | 20 августа 2008 | Австрия             | 2:2            | —    | Товарищеский матч           |
| 37 | 6 сентября 2008 | Кипр                | 2:1            | —    | Отборочный турнир к ЧМ-2010 |
| 38 | 19 ноября 2008  | Греция              | 1:1            | —    | Товарищеский матч           |
| 39 | 10 февраля 2008 | Бразилия            | 0:2            | —    | Товарищеский матч           |
| 40 | 28 марта 2009   | Черногория          | 2:0            | —    | Отборочный турнир к ЧМ-2010 |
| 41 | 1 апреля 2009   | Ирландия            | 1:1            | —    | Отборочный турнир к ЧМ-2010 |
| 42 | 6 июня 2009     | Северная Ирландия   | 3:0            | —    | Товарищеский матч           |
| 43 | 15 июня 2009    | США                 | 3:1            | —    | Групповой этап КК-2009      |
| 44 | 18 июня 2009    | Египет              | 0:1            | —    | Групповой этап КК-2009      |
| 45 | 12 августа 2009 | Швейцария           | 0:0            | —    | Товарищеский матч           |
| 46 | 9 сентября 2009 | Болгария            | 2:0            | 1    | Отборочный турнир к ЧМ-2010 |
| 47 | 10 октября 2009 | Ирландия            | 2:2            | —    | Отборочный турнир к ЧМ-2010 |
| 48 | 14 ноября 2009  | Нидерланды          | 0:0            | —    | Товарищеский матч           |

Итого: сыграно матчей: 48 / забито голов: 4; победы: 24, ничьи: 16, поражения: 8.

### Тренерская статистика
| Клуб         | Начало работы    | Завершение работы | Показатели | Показатели | Показатели | Показатели | Показатели | Показатели | Показатели | Показатели |
| Клуб         | Начало работы    | Завершение работы | М          | В          | Н          | П          | ГЗ         | ГП         | РГ         | % побед    |
| ------------ | ---------------- | ----------------- | ---------- | ---------- | ---------- | ---------- | ---------- | ---------- | ---------- | ---------- |
| Бари         | 14 июня 2017     | 18 июня 2018      | 46         | 20         | 14         | 12         | 66         | 54         | +12        | 043,48     |
| Эллас Верона | 21 июня 2018     | 1 мая 2019        | 36         | 13         | 13         | 10         | 51         | 45         | +6         | 036,11     |
| Брешия       | 5 ноября 2019    | 2 декабря 2019    | 3          | 0          | 0          | 3          | 0          | 10         | −10        | 000,00     |
| Сьон         | 25 августа 2020  | 5 марта 2021      | 25         | 5          | 10         | 10         | 30         | 40         | −10        | 020,00     |
| Фрозиноне    | 23 марта 2021    | 30 июня 2023      | 86         | 42         | 24         | 20         | 141        | 89         | +52        | 048,84     |
| Лион         | 18 сентября 2023 | 30 ноября 2023    | 7          | 1          | 2          | 4          | 6          | 11         | −5         | 014,29     |
| Сассуоло     | 3 июня 2024      | н. в.             | 42         | 28         | 7          | 7          | 84         | 45         | +39        | 066,67     |
| Итого        | Итого            | Итого             | 246        | 109        | 70         | 67         | 377        | 294        | +83        | 044,31     |

По состоянии на 15 августа 2025 года

## Достижения

### В качестве игрока
Перуджа
- Обладатель Кубка Интертото: 2003

Интернационале
- Чемпион Италии: 2006/07
- Обладатель Суперкубка Италии: 2006

Лион
- Чемпион Франции: 2007/08
- Обладатель Кубка Франции: 2007/08
- Обладатель Суперкубка Франции: 2007

Ювентус
- Чемпион Италии: 2011/12

Сборная Италии
- Чемпион мира: 2006

### В качестве тренера
Фрозиноне
- Победитель Серии B: 2022/23

Сассуоло
- Победитель Серии B: 2024/25

### Личные
- Обладатель трофея «Серебряная скамья»: 2023
- Кавалер ордена «За заслуги перед Итальянской Республикой» (2006)